# Inside Out (Bryan Adams)
Inside Out  è una canzone di Bryan Adams, estratta come singolo dall'album del 1998 On a Day Like Today. Il brano è stato scritto da Adams e Gretchen Peters.

## Descrizione
È stata pubblicata come singolo il 26 giugno 2000. Il singolo includeva versioni live di Back to You e Rock Steady, registrate in Sudafrica, tratte dall'edizione speciale di The Best of Me. Esiste un video musicale per il singolo, con la modella di copertina come robot. La canzone è apparsa nella compilation come The Best of Me.

## Classifiche

### Classifiche settimanali
| Classifica (1999) | Posizione massima |
| ----------------- | ----------------- |
| Germania          | 66                |
| Paesi Bassi       | 91                |
| Svizzera          | 53                |

## Versione di Trisha Yearwood e Don Henley
L'artista country americana Trisha Yearwood ha registrato la canzone in duetto con Don Henley per il suo album omonimo del 2001. La versione di Yearwood e Henley (la loro seconda collaborazione dopo "Walkaway Joe") è stato un singolo che ha raggiunto il 31º posto nelle classifiche dei singoli country degli Stati Uniti quell'anno.

## Classifiche

### Classifiche settimanali
| Classifica (2001)     | Posizione massima |
| --------------------- | ----------------- |
| Stati Uniti (country) | 31                |